# گل‌های وحشی (فیلم ۲۰۲۲)
گل‌های وحشی (اسپانیایی: Girasoles silvestres‎) فیلمی اسپانیایی-فرانسوی به کارگردانی خائیمه رُسالِس است که در سال ۲۰۲۲ منتشر شد.

## گزیدهٔ بازیگران
- آنا کاستی‌یو[۲]
- اوریول پلا[۲]
- کیم آویلا[۳]
- یوئیس مارکس[۴]
- مانولو سولو[۵]
- کارولینا یوسته[۴]
- دیانا گومس[۴]